# (14998) Ogosemachi
(14998) Ogosemachi est un astéroïde de la ceinture principale.

## Description
(14998) Ogosemachi est un astéroïde de la ceinture principale. Il fut découvert le 1er novembre 1997 à Kitami par Kin Endate et Kazuro Watanabe. Il présente une orbite caractérisée par un demi-grand axe de 2,84 UA, une excentricité de 0,07 et une inclinaison de 2,4° par rapport à l'écliptique.

## Compléments